# Petter Stordalen
Petter Anker Stordalen, född 29 november 1962 i Porsgrunn, är en norsk investerare, hotellmagnat, fastighetsutvecklare och filantrop. Hans förmögenhet uppgick 2009 till vad som då uppskattades vara ett värde av 12–13 miljarder SEK (8,7 miljarder NOK enligt den norska finanstidningen Kapital). Förmögenheten härrör från investeringar i hotell, köpcentra och fastigheter. Genom sitt företag Strawberry äger Stordalen omkring 200 hotell med cirka 17 000 anställda[källa behövs].

## Biografi
Stordalen föddes i Porsgrunn i Telemark fylke, Norge och är son till livsmedelshandlaren Knut Anker Stordalen (1933–94) och hans fru Kari Stordalen. Som tioåring började han arbeta i sin fars livsmedelsaffär och som tolvåring började han sälja jordgubbar på den lokala marknaden. Han utnämndes 1974 till "Norges bästa jordgubbsförsäljare" i den lokala tidningen Porsgrunns Dagblad – i konkurrens med ett antal medelålders kvinnor som även de arbetade på marknaden. Efter gymnasiet studerade han vid Kjøpmannsinstituttet under ett år, för att sedan ta hand om sin fars affär under en kortare period. Därefter började han på Markedshøyskolen.

### Köpcentrum och varuhus
Vid 24 års ålder övertog Stordalen vad som då var Norges största köpcentrum, City Syd i Trondheim, som landets då yngsta köpcentrumschef. Efter att ha uppvisat en rekordvinst för City Syd gick Stordalen vidare till att bli fastighetsdirektör i Atle Brynestads företag Made in. Som fastighetsdirektör tog Stordalen initiativet till ombildandet av det tidigare marknadsområdet i Trondheim och återlanseringen av Liertoppen shoppingcenter utanför Oslo. Han blev även ansvarig för klädmärket Bik Bok.
Efter att ha varit inblandad i många olika projekt inom Brynestadsfären blev Stordalen som 29-åring anställd av Realkreditts (senare DnB) fastighetsbolag. Tillsammans med en grupp investerare köpte Stordalen varuhuset Steen & Ström i Oslo. Gruppen tjänade in sin investering om drygt 23 miljoner kr inom de första fem dagarna efter varuhusets återlansering. Köpet av Steen & Ström blev början på en rad nyförvärv, och inom loppet av tre år hade det nystartade företaget, Steen & Ström Invest, blivit landets största ägare av kommersiella fastigheter. Expansionen fortsatte till 1996 när Stordalen kom ihop sig med den största aktieägaren, Stein Erik Hagen, och blev ombedd att lämna sin post som VD.

### Hotell
Efter att ha lämnat Steen & Strøm Invest startade Stordalen eget tillsammans med investeraren Christen Sveaas. I oktober 1996 köpte de tillsammans 68 procent av aktierna i den skandinaviska delen av  Choice Hotels för drygt 117 miljoner SEK. Vid tidpunkten för förvärvet bestod hotellkedjan av åtta skandinaviska hotell. Därefter expanderade Stordalen och Sveaas verksamheten genom att köpa den svenska hotellkedjan Home och den norska hotellkedjan InterNor, för att sedan introducera Choice Hotels Scandinavia på börsen. Under en treårsperiod köpte Choice Hotels Scandinavia upp i genomsnitt ett hotell varannan vecka, och därmed ökade man även med 50 anställda var tionde dag. I december 1997 avyttrade Sveaas ägandet om 37 procent som han hade i hotellkedjan, som då omfattade 77 hotell. 1999 gick Christian Ringnes och hans företag Eiendomsspar in och köpte 35 procent av aktierna i Choice Hotels Scandinavia. Efter en kort maktkamp gav Ringnes upp, och Stordalen kunde befästa sin kontroll över företaget. Samma år köpte Stordalen upp ett flertal danska hotell, inklusive den danska hotellkedjan Nordisk Hotel Group, Stenungsbaden Yacht Club och Stockholm Globen Hotel vid Globen. Vid millennieskiftet blev Stordalen miljardär (i norska kronor räknat). 2019 köpte Nordic Choice Hotels Finlands mest välrenommerade hotellgrupp, Kämp Collection Hotels. Den finska hotellkedjan består av 11 hotell och är marknadsledande inom lyx- och livsstilssegmentet i Finland. Med affären passerade Nordic Choice Hotels 200 hotell och Finland blev hotellkoncernens tredje största marknad.

### Från offentligt till privat företagande
År 2000 grundade Stordalen företaget Home Invest, bestående av fastigheter som tidigare hade ägts av Choice Hotels Scandinavia. 2003 köpte Choice Hotels Scandinavia aktier i det svenska fastighetsbolaget Capona. 2004 sålde Stordalens "Home Invest" 19 hotell till Capona, där uppgörelsen bestod i att Stordalen fick majoritetsintresse i företaget. 2006 bytte Capona namn till Home Properties. 2005 köpte Home Invest de resterande aktierna i Choice Hotels Scandinavia och avnoterade företaget från börsen. 2006 knoppade Home Properties av sig i investmentbolaget Home Capital, som i sin tur introducerades på Stockholmsbörsen. 2007 förvärvade Stordalens Home Invest alla aktierna i Home Capital och avnoterade företaget från börsen. 2009 gjorde Stordalen samma sak med Home Properties.

## Investeringar
Petter Stordalens förvaltningsbolag, Home invest, gör sina investeringar genom fyra olika enheter:
- Strawberry, som är ett av Nordens största hotellbolag, äger fler än 190 hotell i Norge, Sverige, Danmark, Finland och de baltiska länderna. Företaget hade 2016 drygt 13 000 anställda och en omsättning på omkring 11 miljarder norska kronor.
- Home Fastigheter äger 26 fastigheter, inklusive 19 hotell och två nya projekt i Sverige, samt fyra hotell och en kontorsbyggnad i Norge.
- Home Kapital investerar i aktier, obligationer och derivat.
- PASAB är ett samriskföretag med de norska fastighetsutvecklarna Anders och Arthur Buchardt, som utvecklar fastigheter i Norge och Sverige.

## Affärsfilosofi
Grunden i Stordalens affärsfilosofi, som han kallar "jordgubbsfilosofin", härstammar från hans minnen av att ha sålt jordgubbar åt sin far. När han beklagade sig över den dåliga kvaliteten på jordgubbarna, replikerade hans far "Du får sälja de jordgubbar du har, för det är de enda jordgubbar du kan sälja". Enligt Stordalen har han sedan dess strävat efter att alltid göra det mesta möjliga av de chanser som ges.

## Utmärkelser
- "Årets affärsman i Skandinavien", 2004
- Grand Travel Awards för "Bästa skandinaviska hotellkedja" samt "Bästa arbetsplats", 2007 och 2008
- Grand Travel Awards för "bästa skandinaviska hotellkedja" 2017
- Grand Travel Awards för "Årets ledare/chef i resebranschen" 2017
- European Hotel Design Award för Stenungsbaden Yacht Club, 2008
- "Sweden's most trusted brand" från Reader's Digest – European Trusted Brands, för Selma Spa, 2008
- Customer Excellence Award från Microsoft Business Solutions for Choice, 2008
- Ernst & Young, "Entrepreneur of the Year", 2010[26]

## Miljövård och filantropisk verksamhet
Stordalens engagemang i miljöfrågor uppmärksammades första gången när han stödde Bellona i deras strävan att frita sin expert Alexander Nikitin, som anklagades för landsförräderi för att ha spionerat för Bellonas räkning i samband med en rapport om kärnvapensäkerhet inom Rysslands norra flotta. 2002 tog han sig tillsammans med andra i en Greenpeace-aktion in på det brittiska kärnavfallsreningsverket Sellafields område och kedjade fast sig vid bron som leder till reningsverket i nio timmar, som en protest mot att det radioaktiva ämnet teknetium-99 dumpades i havet. 2007 anklagades han för olaga intrång sedan han tagit sig in på förbjudet område vid "Malmøyakalven", som en protest mot dumpningen av giftigt slam i Oslofjorden.
Med sin dåvarande hustru Gunhild Stordalen har han grundat parets filantropiska stiftelse, The Stordalen Foundation. Stiftelsen fokuserar först och främst på frågor rörande klimatförändringar:
- The Rainforest Foundation: Genom ett samarbete mellan Nordic Choice Hotels och norska Regnskogfondet kunde 51 300 hektar regnskog räddas under 2010.
- Förnybar energi: 2009 köpte Petter Stordalen 67 % av aktierna i ECOHZ[30]; en oberoende leverantör av ursprungsgaranterad återvinningsbar energi. Idag är ECOHZ marknadsledande, med en förväntad tillväxt om 10 % under 2012.[31]
- Internationella klimatöverenskommelser: Stordalenstiftelsen stödjer The European Climate Foundation (ECF)[32] och både han och hans tidigare hustru Gunhild A. Stordalen sitter i organisationens övervakande kommitté.
- Konsumtionsbeteende: I juni 2011 startade paret Stordalen GreeNudge.[33] Organisationens syfte är att uppmuntra och lyfta fram forskning som visar hur klimatpositiva initiativ, beteenden och kommunikation interagerar. Målsättningen är att understödja beslutsfattare att implementera mer hållbara riktlinjer inom sitt verkningsområde.[34]

Efter händelserna på Utøya den 22 juli 2011 donerade Stordalen nära 6 miljoner SEK till Arbeiderpartiets ungdomsförbund Arbeidernes ungdomsfylking (AUF), för att kunna återuppbygga deras läger på ön. Han har föreslagit förbud mot privatbilism i städer.
Emellertid har Stordalens miljöengagemang ifrågasatts för att han är emot flygskatt och för hans omfattande egna resande med privatjet. I oktober 2019 köpte han delar av resebolagen Ving, Spies, Tjäreborg och Globetrotter av konkursboet efter moderbolaget Thomas Cook, där befolkningens flygskam sannolikt var en bidragande orsak till konkursen. Stordalen menade då att människor inte bör känna flygskam, och han och Ving försvarade sig med att bolaget klimatkompenserar för sina koldioxidutsläpp och har planer på olika tekniska lösningar som att blanda i mer biobränsle.

## Privatliv
Petter Stordalen har tre barn från sitt första äktenskap. Stordalen gifte sig 2010 med Gunhild Melhus. Bröllopet hölls i Marocko och omskrevs i norsk press som Skandinaviens dyraste. Det uppges ha kostat 20 miljoner norska kronor. Vigseln förrättades av Bob Geldof inför 240 gäster, som flugits dit i ett chartrat flygplan. I november 2019 meddelade paret att de skulle skiljas. Stordalen har idag ett förhållande med den svenska tidigare ryttaren Märta Elander Wistén.
Stordalen är bosatt i en villa kallad Pausvillan på Bygdøy, samt äger fastigheter i norska fjällen och nära Kristiansand. Stordalen hyr även en lägenhet i Stockholm.
Som 24-åring genomförde Stordalen en Ironman Triathlon-tävling. På senare år har han ställt upp i företagsklassen i löpartävlingen Holmenkollstafetten.

### Självbiografi
I oktober 2015 utkom  i Norge Stordalens självbiografiska bok med titeln Jeg skal fortelle deg min hemlighet. Samma höst utkom boken på svenska med titeln Min hemlighet (ISBN 9789188123046). I boken beskriver han sitt liv, sina affärsmetoder och hur dramatiskt hans och Gunhild Stordalens liv förändrades, då hon hösten 2014 drabbades av en allvarlig sjukdom med en krävande och långvarig behandlingstid.